# Kathy Mattea
Kathy Mattea (South Charleston, 21 juni 1959) is een Amerikaanse singer-songwriter. Ze richt zich met name op countrymuziek en maakte af en toe een uitstap naar de Schotse muziek, Keltische folk, bluegrass, gospel en tropische muziek. Ze werd drie maal bekroond met een Grammy Award. Daarnaast acteerde ze een enkele maal en richt ze zich sinds de jaren negentig geregeld op sociale kwesties, zoals Golfveteranen, hiv/aids en milieu.

## Biografie

### Jeugd en beginjaren
Ze werd geboren in South Charleston in West Virginia en groeide ze op in het naburige Cross Lanes, een buitengebied van het stadje Charleston. Op school kreeg ze klassieke zangles en daarnaast speelde ze mee in musicals en toneelstukken. Onder invloed van de folkmuziek leerde ze daarnaast gitaar spelen. Toen ze deel uitmaakte van de band Pennsboro was de muziekstijl echter bluegrass.
Toen ze rond negentien jaar oud was, onderbrak ze haar technische opleiding en vertrok ze naar Nashville, ofwel de hoofdstad van de countrymuziek. Hier verdiende ze aanvankelijk de kost als rondleider in de Country Music Hall of Fame and Museum, serveerster en zangeres van demo-opnames. Daarnaast ontwikkelde ze zich als songwriter.

### Hoogtepunt
Met behulp van een demotape verwierf ze in 1983 een platencontract bij het label Mercury. Haar debuutalbum met haar eigen naam volgde het jaar erna en bereikte nummer 42 in countrylijst van Billboard. Ook bracht ze verschillende singles uit, waarvan Walk the way the wind blows in 1986 als eerste de top 10 van de Hot Country Songs bereikte. Dit topniveau hield ze zes jaar lang vast. Ook bereikten drie albums top 10-noteringen, namelijk Willow in the wind (1989) en Time passes by' (1991), en in het tussenliggende jaar het verzamelalbum A collection of hits (1990).
In 1988 trouwde ze met Jon Vezner, een songwriter die voor haar onder meer Where've you been schreef. Dit nummer werd in 1989 uitgeroepen tot Lied van hfet jaar door zowel de ACM als de CMA en was daarnaast goed voor een Grammy Award over 1990 voor Beste countryzangeres.

### Variatie in stijlen
Later in haar carrière varieerde ze meer met muziekstijlen. In de jaren negentig ging ze verschillende malen naar Schotland om zich te verdiepen in de overeenkomsten tussen de traditionele muziek aldaar en Amerikaanse countrymuziek. De inspiratie die ze daar opdeed, is terug te horen op Time passes by (1991) dat een van haar  meest succesvolle albums is geworden. Dit album is ook meer elektronisch dan eerdere albums. Twee jaar later kwam ze met een kerstalbum in gospelstijl, getiteld Good news (1993). Dit album leverde haar een Grammy Award over 1993 op in de categorie Beste gospelalbum uit de southern-, country- of bluegrassmuziek. Ook wisselde ze naar stijlen als bluegrass, Keltische folk en  tropische muziekstijlen.
Daarnaast ging ze in binnen- en buitenland op tournee en was ze veelvuldig op de televisienetwerken te zien. Verder had ze een enkele keer een rol als actrice, zoals in de film Maverick (1994) en de televisieseries Touched by an angel (2000), Rachel and Andrew Jackson: A love story (2001) en The griffin and the minor canon (2002).

### Aandacht voor sociale kwesties
Sinds de jaren negentig houdt ze zich ook geregeld bezig met sociale kwesties. Waaronder met het werven van fondsen voor veteranen uit de Golfoorlog van 1990-1991 door deelname aan het album van Voices that care en het vestigen van aandacht op milieukwesties. Ook ondernam ze activiteiten om de bewustwording van hiv/aids te vergroten. Voor de Red Hot Organization stelde ze bijvoorbeeld in dit kader het album Red Hot + country (1994) samen. Hierop zong ze ook zelf twee nummers mee waaronder Teach your children samen met Crosby, Stills & Nash, Alison Krauss en Suzy Bogguss.

### Nacarrière
In 2008 bracht ze het album Coal uit. Hiermee maakte ze een uitstap naar haar roots als afstammeling van grootouders die in de kolenmijnen van West Virginia werkten. Voor dit album werd ze onderscheiden met een Grammy Award over 2008.
Ze woont nog steeds in Nashville en richt zich op studio-opnames, optredens en het schrijven van muziek. In 1984 werd ze opgenomen in America's Old Time Country Music Hall of Fame.

## Discografie

### Albums
| Album           | jaar                        | Billboard Country Albums | opmerking              |
| --------------- | --------------------------- | ------------------------ | ---------------------- |
| 1984            | Kathy Mattea                | 42                       |                        |
| 1985            | From my heart               | 42                       |                        |
| 1986            | Walk the way the wind blows | 13                       |                        |
| 1987            | Untasted honey              | 11                       |                        |
| 1989            | Willow in the wind          | 6                        |                        |
| 1991            | Time passes by              | 9                        |                        |
| 1992            | Lonesome standard time      | 41                       |                        |
| 1994            | Walking away a winner       | 12                       |                        |
| 1997            | Love travels                | 15                       |                        |
| 2000            | The innocent years          | 35                       |                        |
| 2002            | Roses                       | 38                       |                        |
| 2005            | Right out of nowhere        | 73                       |                        |
| 2008            | Coal                        | 64                       | Grammy Award over 2008 |
| 2012            | Calling me home             | 54                       |                        |
| Verzamelalbums: |                             |                          |                        |
| 1990            | A collection of hits        | 8                        |                        |
| 1995            | Special collection          | -                        |                        |
| 1995            | Ready for the storm         | 61                       |                        |
| 2006            | The definitive collection   | -                        |                        |
| Hollidayalbums: |                             |                          |                        |
| 1993            | Good news                   | 51                       | Grammy Award over 1993 |
| 2003            | Joy for Christmas Day       | 69                       |                        |

### Singles
| Album | jaar                                            | Hot Country Songs | opmerking                                                |
| ----- | ----------------------------------------------- | ----------------- | -------------------------------------------------------- |
| 1983  | Street talk                                     | 25                |                                                          |
| 1984  | You ve got a soft place to fall                 | 44                |                                                          |
| 1984  | That s easy for you to say                      | 50                |                                                          |
| 1984  | Someone is falling in love                      | 26                |                                                          |
| 1985  | It s your reputation talkin                     | 34                |                                                          |
| 1985  | Heart of the country                            | 46                |                                                          |
| 1985  | He won t give in                                | 22                |                                                          |
| 1986  | Walk the way the wind blows                     | 10                |                                                          |
| 1986  | Love at the five and dime                       | 3                 |                                                          |
| 1987  | You re the power                                | 5                 |                                                          |
| 1987  | Train of memories                               | 6                 |                                                          |
| 1987  | Goin' gone                                      | 7                 |                                                          |
| 1987  | Goin gone                                       | 1                 |                                                          |
| 1988  | Untold stories                                  | 4                 |                                                          |
| 1988  | Life as we knew it                              | 4                 |                                                          |
| 1988  | Eighteen wheels and a dozen roses               | 1                 |                                                          |
| 1989  | Where've you been                               | 10                | Grammy Award over 1990                                   |
| 1989  | Come from the heart                             | 1                 |                                                          |
| 1989  | Burnin old memories                             | 1                 |                                                          |
| 1990  | The battle hymn of love                         | 9                 |                                                          |
| 1990  | She came from fort worth                        | 2                 |                                                          |
| 1990  | A few good things remain                        | 9                 |                                                          |
| 1990  | The battle hymn of love                         | 9                 | met Tim O'Brien                                          |
| 1991  | Whole lotta holes                               | 18                |                                                          |
| 1991  | Time passes by                                  | 7                 |                                                          |
| 1991  | Asking us to dance                              | 27                |                                                          |
| 1991  | Voices that care                                | -                 | met verschillende artiesten                              |
| 1992  | Lonesome standard time                          | 11                |                                                          |
| 1993  | Standing knee deep in a river (dying of thirst) | 19                |                                                          |
| 1993  | Seeds                                           | 50                |                                                          |
| 1993  | Listen to the radio                             | 64                |                                                          |
| 1993  | Standing knee deep in a river (Dying of thirst) | 19                |                                                          |
| 1994  | Walking away a winner                           | 3                 |                                                          |
| 1994  | Nobody s gonna rain on our parade               | 13                |                                                          |
| 1994  | Maybe she s human                               | 40                |                                                          |
| 1994  | Teach your children                             | 75                | met Crosby, Stills & Nash, Alison Krauss en Suzy Bogguss |
| 1995  | Maybe she's human                               | 34                |                                                          |
| 1995  | Clown in your rodeo                             | 20                |                                                          |
| 1995  | Love affair                                     | -                 | met Johnny Hallyday                                      |
| 1997  | Love travels                                    | 39                |                                                          |
| 1997  | 455 rocket                                      | 21                |                                                          |
| 1997  | I'm on your side                                | -                 |                                                          |
| 1998  | Patiently waiting                               | -                 |                                                          |
| 1999  | Among the missing                               | 73                | met Michael McDonald                                     |
| 2000  | Trouble with angels                             | 53                |                                                          |
| 2000  | BFD                                             | 63                |                                                          |
| 2002  | They are the roses                              | -                 |                                                          |
| 2006  | Live it                                         | -                 |                                                          |
| 2012  | Hello, my name is coal                          | -                 |                                                          |

- Bibliothèque nationale de France: cb13962726g (data)
- Gemeinsame Normdatei: 13445796X
- International Standard Name Identifier: 0000 0001 1438 0225
- Library of Congress Control Number: n91127350
- MusicBrainz: f29443f1-5712-4be7-a926-1bde47a1d71d
- Nationale Bibliotheek van Tsjechië: xx0114715
- Nederlandse Thesaurus van Auteursnamen: 07199310X
- SNAC: w6ft8j6g
- Virtual International Authority File: 12498229
- WorldCat: E39PBJpYqdh7jWdg6BqBTh4yVC